# Parc d'État de Hyrum
Le parc d'État de Hyrum (en anglais : Hyrum State Park) est un parc d'État américain situé en Utah. Il propose des activités nautiques liés au lac Hyrum.

## Géographie
Le parc se trouve au nord de l'État à 1 km au sud d'Hyrum, 12 km au sud de Logan et 124 km au nord de Salt Lake City.
Le lac Hyrum est un lac artificiel créé par un barrage, sa superficie est de 2 km2.

## Histoire
Le barrage a été construit en 1935.
Le site est devenu parc d'État en 1959.

## Faune et flore
C'est un lieu de passage pour les oiseaux migrateurs.
Le parc permet d'observer la faune sauvage. Les visiteurs peuvent voir des pygargues à tête blanche, des macreuses, des hareldes boréales, des balbuzards pêcheurs, des mouettes de Franklin, des sterninis et des hirondelles de rivage.

## Informations touristiques
Le prix de l'entrée est de 5$.
Les activités possibles sont la pêche, le ski nautique et le camping.
L'affluence en 2005 était de 76 319 visiteurs.